# Плита Горда
Плита Горда — океаническая тектоническая плита, расположена под Тихим океаном на севере Калифорнии, — один из северных остатков плиты Фараллон..
Восточный край имеет конвергентную границу в зоне субдукции под Северо-Американской плитой в северной Калифорнии. Южный край имеет  трансформную границу с Тихоокеанской плитой вдоль разлома Сан-Андреас. Западный край имеет  дивергентную границу с Тихоокеанской плитой, образуя хребет Горда. Северный край имеет трансформную границу с плитой Хуан-де-Фука, другим остатком плиты Фараллон. Погружаясь, плита Горда образует вулканы Северной Калифорнии — гора Шаста и пик Лассен.